# Ginés Liébana
Ginés Liébana Velasco (Torredonjimeno, 2 de marzo de 1921- Madrid, 31 de diciembre de 2022) fue un pintor y escritor español, miembro del Grupo Cántico de Córdoba.

## Biografía
Ginés Liébana, pintor y escritor nacido en Torredonjimeno, Jaén, el dos de marzo de 1921, miembro del Grupo Cántico de Córdoba. Durante su infancia visitaba con asiduidad Valenzuela, donde vivía su abuela. Desde los cuatro años, pasó su infancia y adolescencia en Córdoba. Asistió a la Escuela de Artes y Oficios. Falleció en Madrid el día 31 de diciembre de 2022.

## Trayectoria
Posteriormente como pintor forma parte de Cántico junto a los poetas, Ricardo Molina, Juan Bernier, Pablo García Baena, Julio Aumente y Mario López, y al también pintor Miguel del Moral, (autor de la primera portada de la revista con su dibujo del Ángel del Sur), generación cordobesa humanista. Viajó por todo el mundo: París, Río de Janeiro, Suiza, Lisboa, Venecia. En los sesenta se asentó en Madrid, donde permaneció dedicado plenamente a su obra. Su pintura, elaborada, miniaturista, mágica y simbólica, refleja toda su sensibilidad andaluza, intensa, ritual y sensual. En la literatura se movía entre poesía y narrativa. Algunas de sus obras son: Donde nunca se hace tarde, El libro de los ángeles, El mueble obrero: (redoble bárbaro), El navegante que se quedó en Toledo, Resucita loto, Penumbrales de la romeraca, con prólogo dialogado de Vicente Núñez y Carlos Villarrubia. En El libro de los Ángeles, libro colectivo con los ángeles de Liébana como hilo conductor colaboran Miguel Bosé, Nacho Cano, Leopoldo Alas, Luis Racionero, Carlos Villarrubia, Rosa Perales, Lucía Bosé.
Síntesis, La tarde es paca, Travesía de la humedad, El andaluna: linaje del sur, Bestiamante. En 2005 fue galardonado con la Medalla de Oro de Bellas Artes por su magna trayectoria creativa. El 24 de octubre de 2010 fue elegido Hijo Adoptivo de Córdoba. El 28 de febrero de 2011 fue galardonado con la medalla de Andalucía. Con Lucía Bosé, Carlos Villarrubia y Rosa Perales fundó a principios de los noventa el grupo de creación La empresa invisible, que generaría múltiples presentaciones y catálogos.